# Stanisław Schimitzek
Stanisław Józef Schimitzek (ur. 18 lipca 1895 w Przywozie, dziś dzielnica Ostrawy, zm. 10 maja 1975 w Warszawie) – polski urzędnik, prawnik, dyplomata, publicysta, leksykograf.
W czasie II RP jako dyplomata specjalizował się w relacjach z Niemcami. W okresie II wojny światowej był delegatem rządu RP ds. opieki nad polskimi uchodźcami w Portugalii. Po 1945 wrócił do Polski, gdzie pracował jako urzędnik, publicysta i ekspert do spraw niemieckich. Autor słowników polsko-niemieckich.

## Życiorys
Stanisław Schimitzek urodził się 18 lipca 1895 w Przywozie jako najstarsze dziecko inżyniera górniczego i profesora Akademii Górniczo-Hutniczej Antoniego Schimitzka oraz Ireny z domy Spoth.

### Wykształcenie
W latach 1907–1913 uczęszczał do Gimnazjum św. Jacka w Krakowie, a następnie rozpoczął studia prawnicze na Uniwersytecie Wiedeńskim. Równolegle studiował na tamtejszej Akademii Ekonomicznej. Po wybuchu I wojny światowej został zmobilizowany do armii austro-węgierskiej. Został jednak uznany za niezdolnego do służby liniowej ze względu na wadę serca. Oddelegowano go do oddziału górniczego pospolitego ruszenia w Brzeszczach i zatrudniono w Zarządzie Państwowych Kopalń Węgla na stanowisku referenta statystycznego, gdzie pracował od 1 października 1915 do 10 grudnia 1918. W 1916 podjął studia prawnicze na Uniwersytecie Jagiellońskim, kończąc je w 1919 z tytułem doktora praw. W tym samym roku odbył praktykę zawodową w Sierszańskich Zakładach Górniczych.

### Kariera w MSZ (II RP)
W 1920 Schimitzek rozpoczął pracę w Ministerstwie Spraw Zagranicznych. 1 marca 1920 został sekretarzem konsularnym II klasy w referacie prawnym Konsulatu RP w Pradze. 1 września 1921 objął kierownictwo referatu czechosłowackiego w Wydziale Środkowo-Europejskim MSZ. Uczestniczył między innymi w rokowaniach na temat podziału Śląska Cieszyńskiego oraz kwestii Jaworzyny. 1 czerwca 1923 objął stanowisko sekretarza do spraw prawnych Poselstwa w Paryżu. Jesienią 1923 został delegowany do Genewy, gdzie brał udział w dalszej fazie sporu o Jaworzynę oraz w staraniach o wybór Polski do Rady Ligi Narodów. 1 września 1925 został kierownikiem referatu francuskiego w Wydziale Zachodnim MSZ. W listopadzie 1925 przeszedł do referatu niemieckiego, od 8 września 1926 jako jego kierownik. Odpowiadał między innymi za negocjacje z Niemcami w sprawach gospodarczych, kwestii optantów, likwidacji własności niemieckiej oraz prawa osiedlania się obywateli niemieckich w Polsce.
1 marca 1926 otrzymał nominację na radcę ministerialnego. Do lipca 1927 kierował referatem arbitrażowo-koncyliacyjnym, który wcześniej zorganizował. W grudniu 1927 objął stanowisko szefa sekretariatu dyrekcji Departamentu Politycznego. Był uznawany wówczas za bliskiego współpracownika wiceministra Alfreda Wysockiego. Redagował wewnętrzne czasopismo MSZ „Polska a zagranica”. Od 15 lipca 1931 do 30 września 1933 był radcą Poselstwa w Berlinie. Jego pobyt przypadł na okres wzrostu wpływu NSDAP oraz napięć w stosunkach polsko-niemieckich. 1 października 1933 został dyrektorem Departamentu Administracyjnego. Z jednej strony stanowiło to awans, oznaczało jednak także odsunięcie od pracy ściśle dyplomatycznej. Schimitzek, realizując politykę oszczędnościową Ministerstwa Skarbu, między innymi zredukował personel kilku placówek, obniżył koszty podróży kurierskich oraz zreformował zasady wnoszenia opłat wizowych. Nadzorował także ukończoną w maju 1939 renowację siedziby resortu. W 1936 został powołany na zastępcę przewodniczącego Odwoławczej Komisji Dyscyplinarnej przy MSZ. Należał do Klubu Urzędników Polskiej Służby Zagranicznej, w 1939 był prezesem jego Zarządu.

### II wojna światowa
Po inwazji Niemiec na Polskę Schimitzek, wciąż jako dyrektor Departamentu Administracyjnego, razem z MSZ ewakuował się najpierw do Kazimierza Dolnego. 6 września został komendantem drugiego rzutu ewakuacyjnego MSZ. Po przekroczeniu granicy rumuńskiej 17 września brał udział w pracach Konsulatu w Czerniowcach, organizowaniu pobytu w Rumunii pracowników MSZ, następnie wyjechał do Bukaresztu. 24 października, na wezwanie ministra bez teki Aleksandra Ładosia, wraz z rodziną opuścił Rumunię. Wszedł w skład Komisji dla Rejestracji Faktów i Zbierania Dokumentów Dotyczących Ostatnich Zdarzeń w Polsce (tzw. Komisji Hallera). Po jej likwidacji 31 stycznia 1940, następnie pełnił funkcję delegata MSZ w Modane na pograniczu francusko-włoskim (formalnie był tam delegowany jako pracownik Poselstwa w Paryżu), gdzie nadzorował tranzyt Polaków z Rumunii i Węgier. Po ataku na Francję wyjechał do Libourne, gdzie przebywał rząd RP. Nie został zakwalifikowany do ewakuacji do Wielkiej Brytanii.
24 czerwca 1940 trafił wraz z rodziną do Portugalii. Udało się to dzięki portugalskiemu konsulowi generalnemu w Bordeaux, Aristidesowi de Sousie Mendesowi, który mimo braku zgody rządu w Lizbonie, wydał im wizy. Początkowo mieszkał w Figueira da Foz. Wybrano go na reprezentanta miejscowych uchodźców wobec lokalnych władz. 14 sierpnia został mianowany delegatem rządu RP (później Ministra Opieki Społecznej) ds. opieki społecznej w Lizbonie. Do jego obowiązków należała opieka nad Polakami w Portugalii, organizowanie ewakuacji cywilów oraz działania na rzecz zwolnienia Polaków internowanych w Hiszpanii. W październiku 1940 stanął na czele Komitetu Pomocy Uchodźcom Polskim w Portugalii. Dzięki jego przynoszącym efekty wysiłkom w ewakuacji Polakom z Portugalii, władze w Lizbonie zaczęły życzliwiej traktować uchodźców oraz wyrażać zgodę na przyjmowanie kolejnych fal uciekinierów. Organizował także wysyłki do okupowanej Polski paczek – od marca 1941 do lipca 1944 nadano blisko 600 tys. paczek z żywnością, kilkadziesiąt ton odzieży. Przez ten czas ewakuowano także 6000 cywilów. Po lądowaniu aliantów we Francji, w sierpniu 1944 zredukowano personel placówki. Jednocześnie przeniesiono gros jego wysiłków na poszukiwania osób zaginionych. Podczas powstania warszawskiego bez powodzenia próbowano wysyłać lekarstwa do Warszawy. 31 grudnia 1944 został odwołany ze stanowiska delegata.

### Powrót do Polski
W 1946, mimo uprzedniego odrzucenia jego wniosku o ponowne przyjęcie do pracy w MSZ, zdecydował się powrócić do Polski. Początkowo przez kilka miesięcy mieszkał w Krakowie. Od września 1946 do października 1947 był zatrudniony jako naczelnik wydziału w Departamencie Ekonomicznym oraz w Departamencie Obrotu Artykułami Przemysłowymi w Ministerstwie Przemysłu i Handlu. Następnie, do kwietnia 1956, kierował działem finansowym w Naczelnej Radzie Zrzeszenia Prywatnego Handlu i Usług. W maju 1956 został redaktorem w Wydawnictwie „Wiedza Powszechna”, które wydało kilka opracowanych przez niego słowników polsko-niemieckich. Przez ten czas kilkukrotnie (1946, 1957) ponownie starał się o pracę w MSZ. 1 października 1957 podjął zatrudnienie w Zachodniej Agencji Prasowej, gdzie 9 października został kierownikiem redakcji zagranicznej. 31 sierpnia 1963 przeszedł na emeryturę. Pozostawał jednak aktywny zawodowo: współpracował z Polską Agencją Interpress, a jako ekspert od spraw niemieckich był członkiem w Głównej Komisji Badania Zbrodni Hitlerowskich. Czynnie polemizował także z przedstawianymi w RFN ocenami II wojny światowej (m.in. wydana po angielsku, francusku i niemiecku jego książka Przeciwko fałszerstwom). Publikował także wspomnienia i artykuły, m.in. w „Życiu Literackim” i „Polityce”. Należał do Stowarzyszenia Dziennikarzy Polskich.
Spuścizna Schimitzka jest przechowywana w Zakładzie Narodowym im. Ossolińskich we Wrocławiu.

## Życie prywatne
Stanisław Schimitzek 28 lutego 1929 wziął ślub z Elżbietą z Pruszyńskich (ur. 1898, zm. 14 grudnia 1945 w Lizbonie). Miał z nią córkę Ewę (1931–2011, po mężu Karska), tłumaczkę z języka angielskiego, prezeskę Stowarzyszenia Tłumaczy Polskich. W 1947 ożenił się z Anną z Neymanów (1899–1985).
Pochowany na Cmentarzu Powązkowskim w Warszawie.

## Odznaczenia i wyróżnienia
- Krzyż Komandorski Orderu Odrodzenia Polski[3]
- Krzyż Oficerski Orderu Odrodzenia Polski[2]
- Złoty Krzyż Zasługi[3]
- Medal Dziesięciolecia Odzyskanej Niepodległości[3]
- Brązowy Medal za Długoletnią Służbę[3]
- Order Korony Rumunii III klasy[2]
- Order Korony Rumunii II klasy[2]
- Order Korony Dębowej III klasy, Luksemburg[3]
- Legia Honorowa V klasy, Francja[2]
- Krzyż Komandorski z Gwiazdą Orderu Korony Belgijskiej[2]
- Order Leopolda II klasy, Belgia[3]
- Nagrodę Polskiego Klubu Publicystów Międzynarodowych (1967)[3]

## Książki
- „Vertreibungsverluste”: statystyka zachodnioniemiecka na usługach propagandy odwetowej, Warszawa: Zachodnia Agencja Prasowa, 1965.
- Vertreibungsverluste? Westdeutsche Zahlenspiele, Warszawa: Zachodnia Agencja Prasowa, 1966.
- Przeciwko fałszerstwom, Warszawa: Zachodnia Agencja Prasowa, 1966.
- Vérité ou fiction? Les pertes de la population civile allemande à l’est, Warszawa: Zachodnia Agencja Prasowa, 1966.
- Truth or conjecture? German civilian war losses in the East, Warszawa: Zachodnia Agencja Prasowa, 1966.
- Na krawędzi Europy: wspomnienia portugalskie 1939–1946, Warszawa: Państwowe Wydawnictwo Naukowe, 1970.
- Drogi i bezdroża minionej epoki: wspomnienia z lat pracy w MSZ (1920–1939), Warszawa: Interpress, 1976.

Słowniki
- Kieszonkowy słownik niemiecko-polski, polsko-niemiecki, Warszawa: Wiedza Powszechna, Wiedza i Ty, 15 wydań (z Janem Czochralskim, później także Ewą Patyńską).
- Słownik turystyczny niemiecko-polski, polsko-niemiecki, Warszawa: Wiedza Powszechna, 1979 (z Janem Czochralskim).
- Mały słownik niemiecko-polski, Warszawa: Wiedza Powszechna, 7 wydań (z Janem Czochralskim, Magdaleną Żurakowską i Barbarą Sypniewską).
- Słownik niemiecko-polski, polsko-niemiecki, Kijów: MP Feniks, 1993 (z Janem Czochralskim).